# Luigi Ferraiuolo
Luigi Ferraiuolo (Lodi, 11 novembre 1969) è un giornalista italiano.

## Biografia
Redattore di TV2000, è diventato giornalista professionista al Corriere della Sera/Corriere del Mezzogiorno e ha scritto per Il Mattino, Il Diario della Settimana, Famiglia Cristiana, Il Sole 24 Ore ed è corrispondente di Avvenire dalla Campania.
Ha realizzato quattro docufilm: «Sui passi di Abramo», che racconta degli ultimi cristiani in Iraq a dieci anni dalla fine della guerra; «Padre Pio: tornerò tra cent'anni», sulla profezia del ritorno a Pietrelcina dopo cento anni di San Pio; «Libera nos a malo: la musica di Sant'Antuono contro il diavolo», unico documentario proiettato all'assemblea mondiale delle NGO UNESCO, in Corea del Sud, sull'isola di Jeju; e «Don Peppe Diana, il martire del riscatto», campione di ascolti a TV2000.
È direttore della «Summer School UCSI di giornalismo investigativo di Casal di Principe»; segretario generale del Premio Buone Notizie e direttore del festival letterario «Un Borgo di Libri» a Casertavecchia. Ha ideato e curato le due mostre di «Arte Condivisa» a Casertavecchia con Guglielmo Bove: «Riccardo Dalisi e il Museo di Strada» nel 2001; e «Lacrime della storia» nel 2003; e il festival letterario «FestBook: la festa della follia» a Caserta; la «Notte Bianca Paolina» nel 2009; e ha ideato e diretto la «Maratona Dantesca», la cerimonia di chiusura nazionale delle celebrazioni dantesche per il 750º della nascita di Dante Alighieri in partnership con la Società Dante Alighieri, la Università Luigi Vanvitelli, la Reggia di Caserta e la Scuola nazionale dell'amministrazione, coinvolgendo oltre mille lettori per una maratona di 26 ore ininterrotte di versi e spettacoli.
È stato capo ufficio stampa dell'ANSPI, l'associazione nazionale degli oratori e consigliere nazionale e componente della Giunta nazionale dell'UCSI, l'Unione cattolica della stampa italiana, come dirigente organizzativo nazionale. Ha organizzato due visite pontificie a Caserta: con San Giovanni Paolo II e Papa Francesco, dirigendo la sala stampa.
Ha diretto il «Master per comunicatori del Terzo settore, ecclesiali e istituzionali» dell'Istituto superiore di scienze religiose «San Pietro» di Caserta, sezione della Pontificia facoltà teologica dell'Italia meridionale e insegnato a contratto presso il «Dilbec» della Università Luigi Vanvitelli. Dirige «Polity Design: Scuola del disegno delle relazioni», una delle otto scuole di politica nazionali accreditate dalla CEI, la Conferenza Episcopale Italiana. Dirige anche «L'Eco di Caserta», giornale on line.
Ha vinto il «Premio giornalistico Joseph Allen Hynek», il Premio «Alfiere dell'Impegno Civile», il Premio «Ambasciatore della cultura di Terra di Lavoro» della Biennale internazionale di poesia e narrativa di Giano Vetusto; il Premio «Michele Giordano». Ha promosso il «Quaderno rosso di don Diana»: una petizione a Papa Francesco per elevare a santo don Giuseppe Diana, l'unico sacerdote ucciso in una chiesa in Italia dalle mafie. Ha partecipato all'organizzazione della visita del Presidente della Repubblica Sergio Mattarella a Casal di Principe, dove ha moderato l'incontro pubblico (trasmesso in diretta su Rai 1) tra il Capo dello Stato e gli studenti di Casale ricevendo dal Presidente Mattarella la citazione come «custode del ricordo di Don Diana».

## Opere
- Dalisi e il museo di strada, con Guglielmo Bove, CUEN, 2002
- San Rocco, pellegrino e guaritore, Edizioni Paoline, 2003
- Viva Salgari, Guida Editori, 2009
- Le parole che uccidono, Guida Editori, 2010
- Da Pietrelcina, l'altro Padre Pio, La Fontana di Siloe, 2013 (Premio Giordano 2014 per il miglior saggio ecclesiale)[2]
- La vera storia dell'Università a Caserta, con Daniela Testa, Creative Business Agency, 2013
- La pancia della mamma, la nuvola e la macchina da scrivere, Buone Notizie Edizioni, 2018
- Don Peppe Diana e la caduta di gomorra, Edizioni San Paolo, 2019
- Italia sacra, straordinaria e misteriosa, Edizioni San Paolo, 2022